# سوپرشارژر تسلا

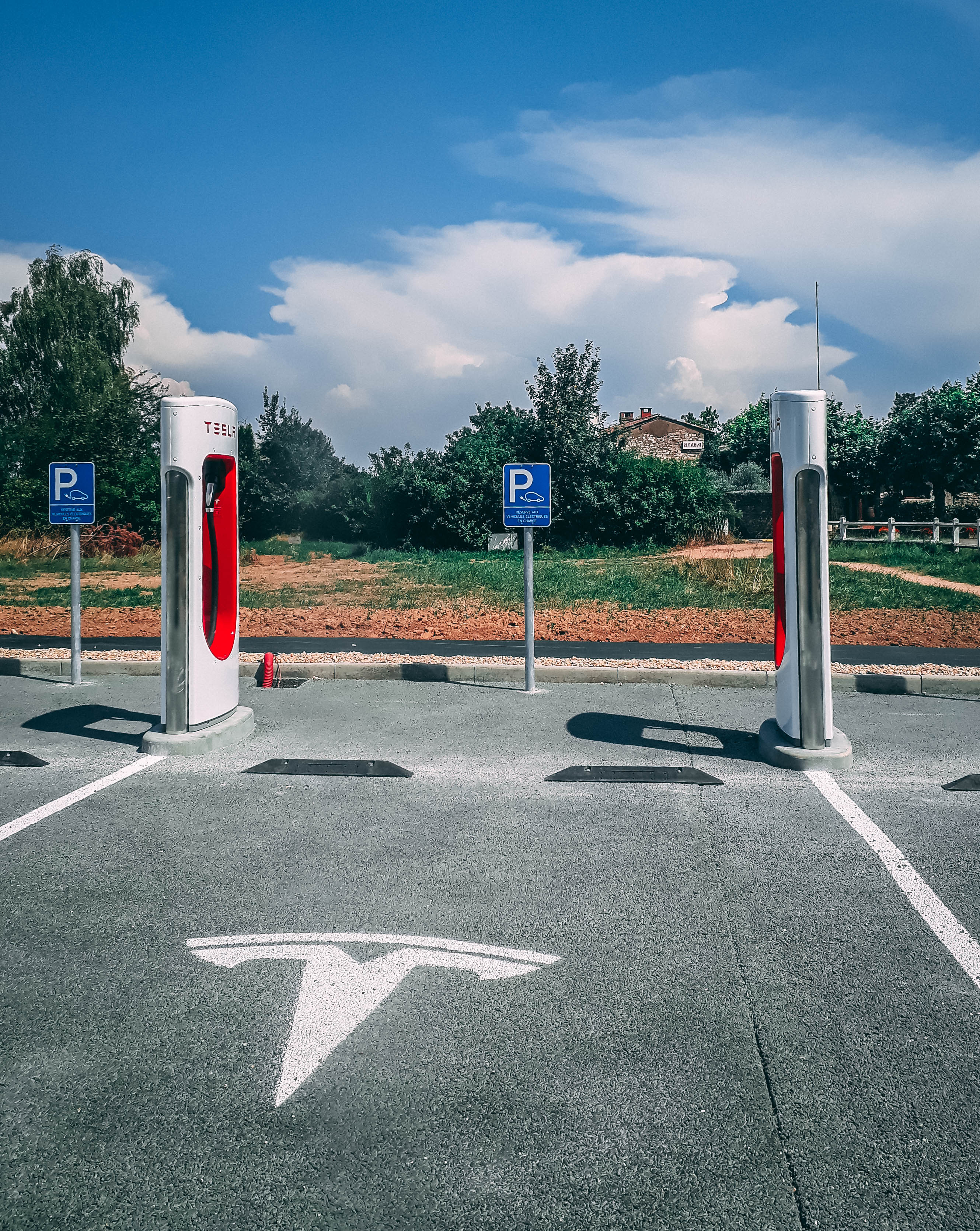
غرفه سوپر شارژر با کابل و فضای پارکینگ

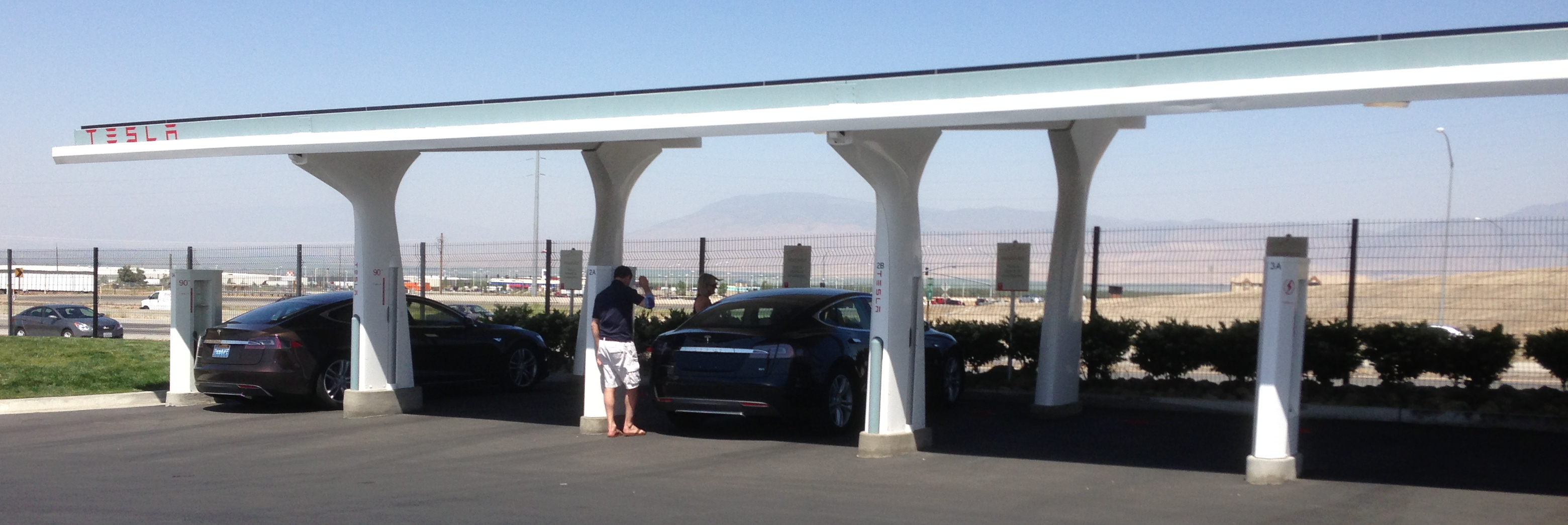
شبکه تسلا سوپر شارژر ایستگاه شارژ سریع در Tejon در مرتع پرورش احشام کالیفرنیا. پشت بام گاراژ یک کلکتور خورشیدی دارد که توسط SolarCity ساخته شده که انرژی را به شبکه تغذیه می‌کند.

یک سوپر شارژر تسلا، یک ایستگاه شارژ سریع ۴۸۰ ولت جریان مستقیم است که شرکت آمریکایی تولید خودروی تسلا برای خودروهای برقی خود ساخته‌است. شبکه ایستگاه‌های شارژ سریع تسلا، در آغاز سال ۲۰۱۲ معرفی شدند. تا تاریخ دسامبر ۲۰۱۸ شبکه خودروهای الکتریکی، شامل ۱۱۴۱۴ غرفهٔ انفرادی سوپر شارژر در ۱۳۷۵ مکان در سراسر جهان شد. مدل S تسلا اولین خودرویی بود که توانایی استفاده از این شبکه پس از مدل X تسلا و مدل ۳ تسلا را داشت.

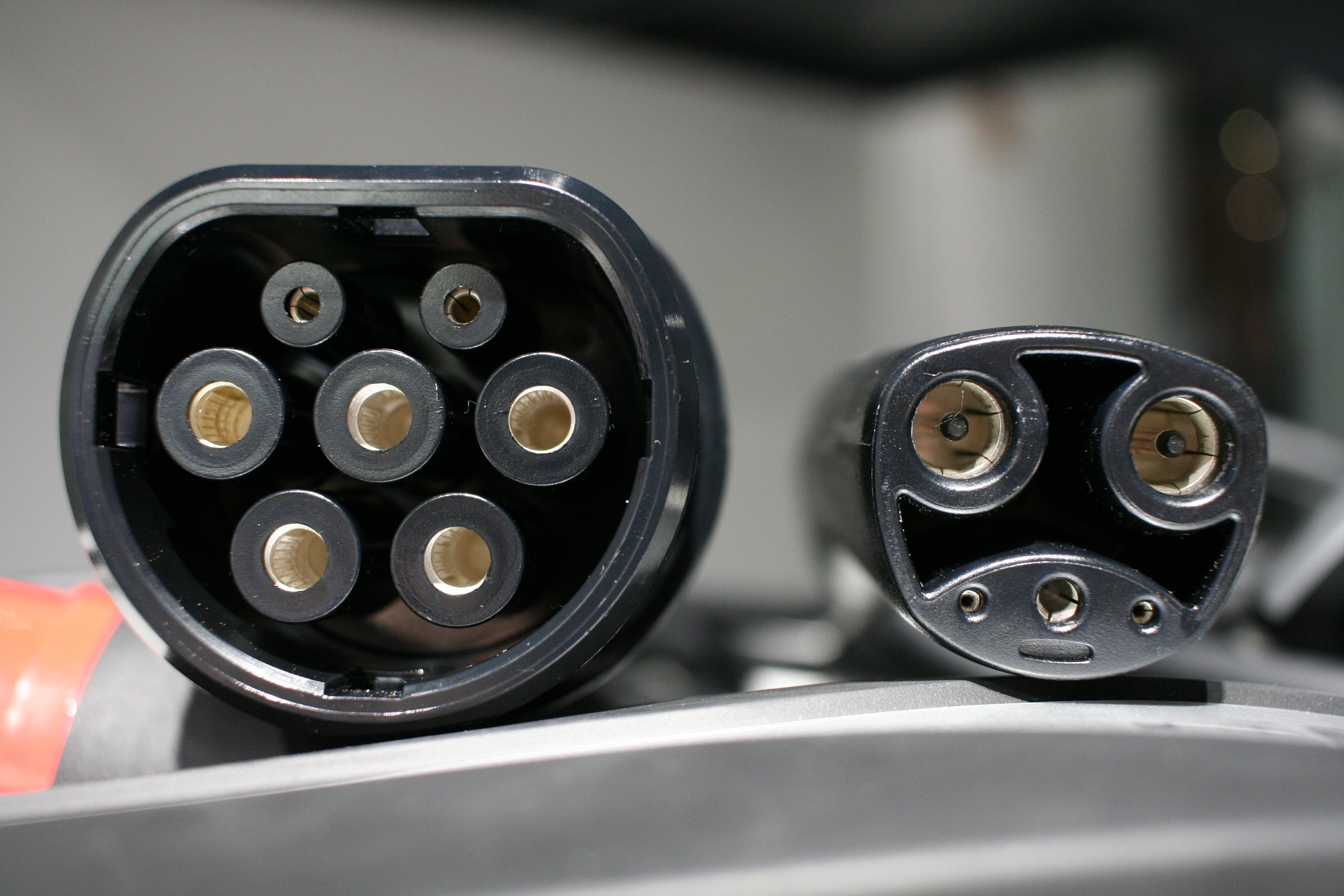
پریزهای سوپر شارژر تسلا در اروپا/در سراسر جهان (چپ) و آمریکای شمالی (راست)

هر غرفه سوپر شارژر، باتری 400 ولتی خودرو را با توان 120 کیلووات توسط جریان مستقیم شارژ می‌کند . از سال ۲۰۱۵، مسیرهایی که به سوپرشارژرها ختم می‌شوند توسط ناوبری نوبت به نوبت در خودروهای تسلا یکپارچه شده‌اند. پرداخت هزینه برق در ماشین یا آنلاین انجام می‌شود، در حالی که برخی از خودروهای قدیمی تر تسلا ۱۰۰–۴۰۰ کیلو وات ساعت و یا به صورت نامحدود دارای شارژ اعتباری هستند.
تا سال ۲۰۱۶ تسلا اقداماتی را برای ساختن سفری طولانی‌تر با تمرکز بر استفاده از شبکه انجام داده‌است. پس از اتمام شارژ یک هزینهٔ خالی برای اشغال کردن غرفهٔ سوپر شارژر هم گرفته می‌شود. در اواخر سال ۲۰۱۷، تسلا، استفادهٔ‌های دولت، بازرگانی، peer-to-peer ridesharing و تاکسی را از شبکهٔ عمومی سوپر شارژر ممنوع کرد.

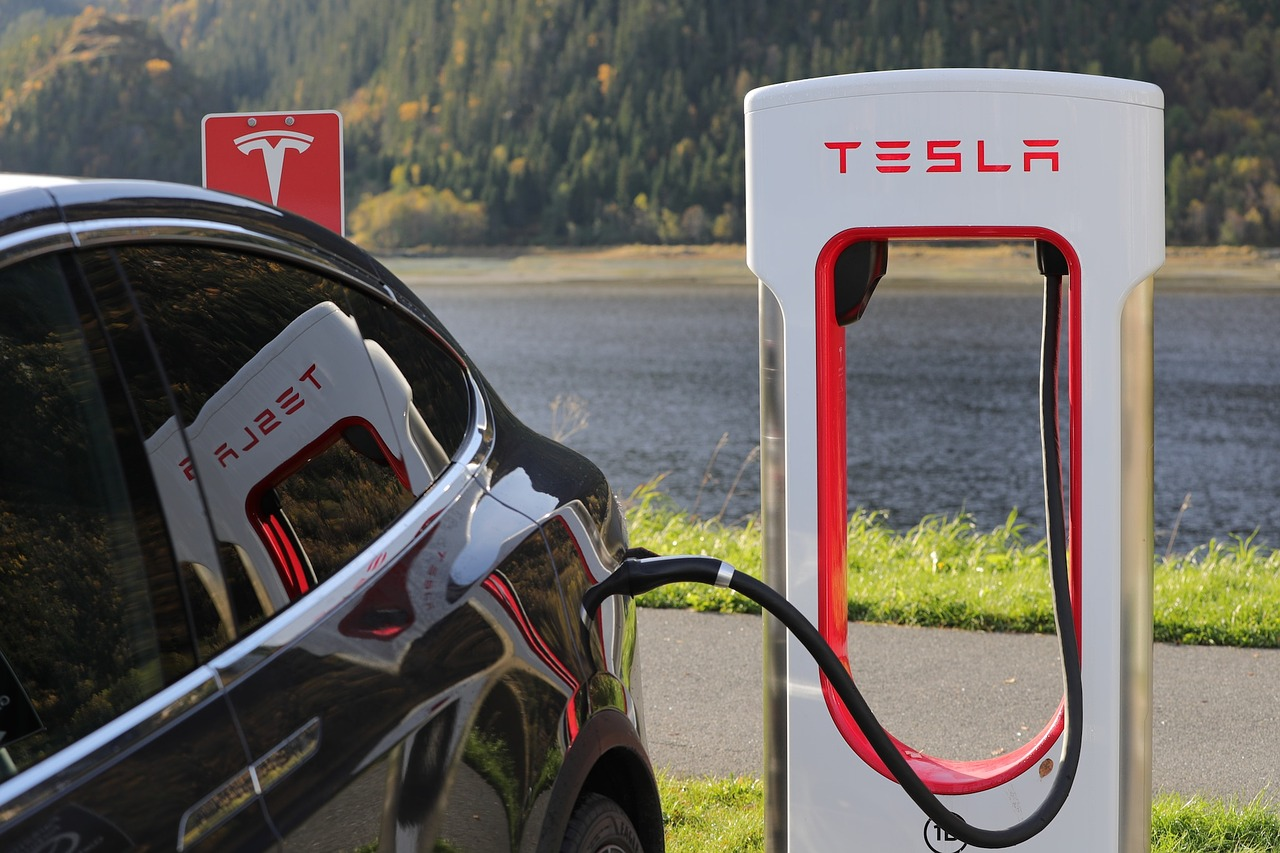
تسلا مدل ایکس در حال سوپرشارژ

از تاریخ آوریل ۲۰۱۷، تسلا برای گسترش شبکه تا ۱۵۰۰۰ غرفه برنامه داشت.

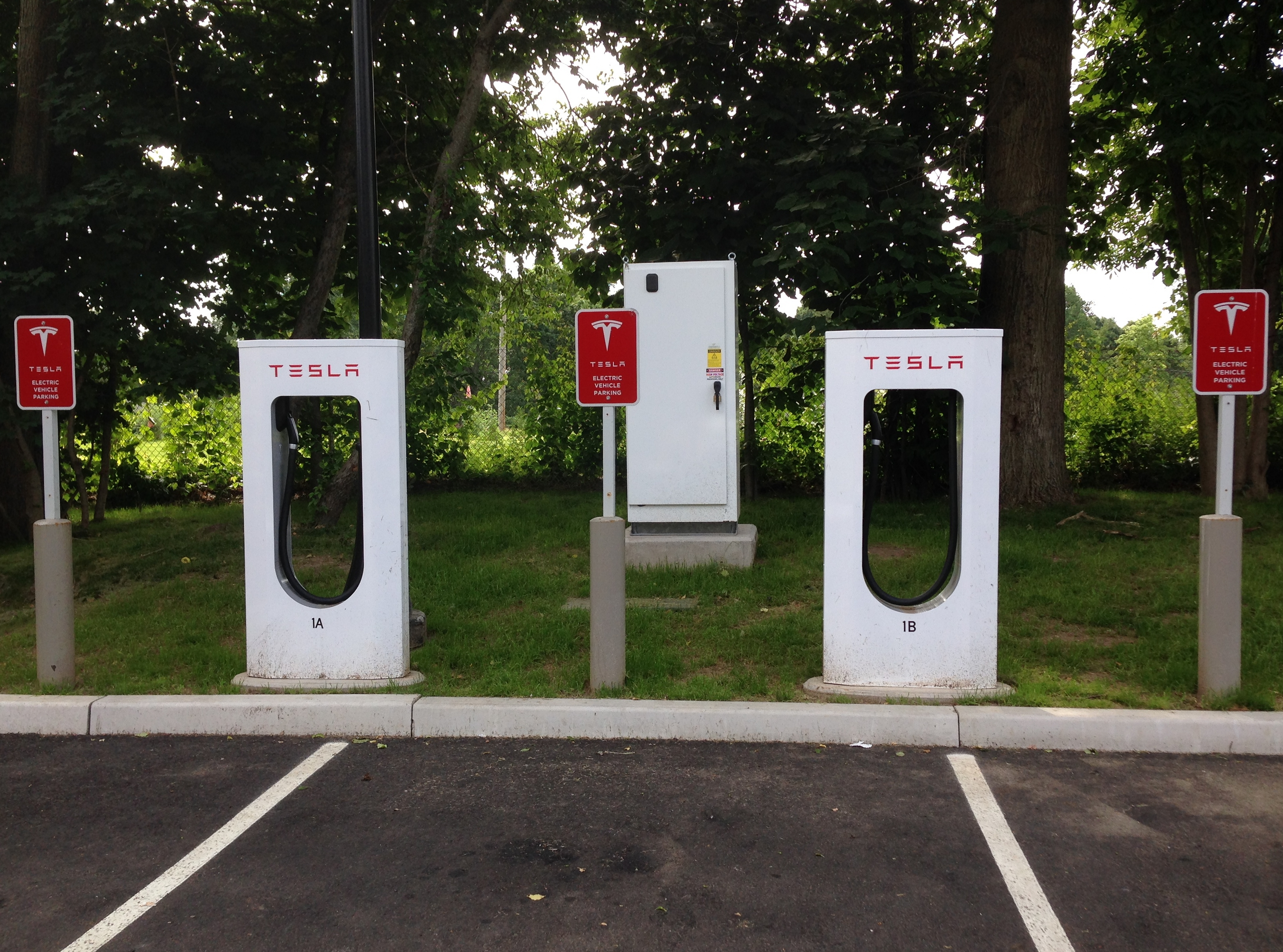
زمانی که هر دو جفت غرفه‌های ایستگاه سوپرشارژر تسلا (A و B) اشغال شدند، آنها توان در دسترسشان را تا ۱۴۵ کیلو وات به اشتراک می‌گذارند. با این حال. آن سوپرشارژرها در تصویر برخی از نسل‌های قدیمی تر سوپرشارژرها هستند، که تنها قادر به تخلیه ۱۰۵ کیلو وات در هر خودرو می‌باشند. (هر کابینه سوپر شارژر با دوازده ماژول شارژر دو غرفهٔ شارژ را تغذیه می‌کند (حداکثر 120 کیلو وات در هر خودرو) بنابراین دو خودرو که همان زمان شارژ می‌شوند نرخ شارژ شدنشان ممکن است کاهش یابد).

## تکنولوژی سوپر شارژر

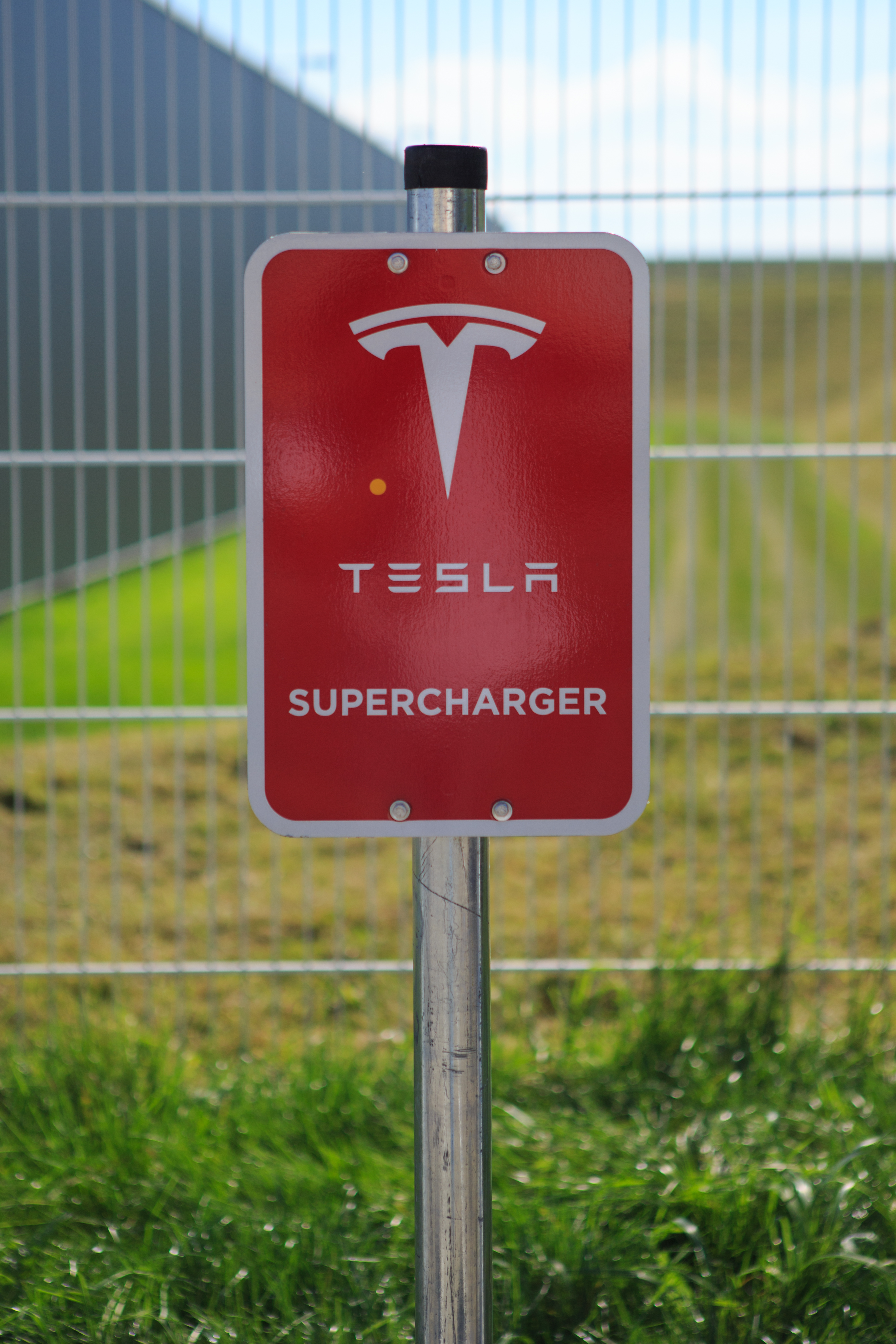
لوگو تسلا در ایستگاه سوپر شارژر

ایستگاه‌های سوپرشارژ تسلا تا 135 کیلو وات از توان توزیع شده بین دو خودرو (با ماکزیمم توان 120 کیلو وات در هر خودرو)، ظرفیت دارند. آن‌ها در حدود 20 دقیقه تا 50% شارژ و 40 دقیقه تا 80% شارژ و 75 دقیقه به 100% شارژ اصلی مدل اس 85 کیلو وات ساعت میرسند. ایستگاه‌های شارژ، توان بالای DC را مستقیما با دورزدن منبع تغذیهٔ درونی  برای باتری فراهم می‌کنند. نسخه بعدی سوپرشارژر انتظار می‌رود تا بیش از 350 کیلو وات شارژ کند.
تعدادی از ایستگاه‌های سوپرشارژر تسلا از پنل‌های خورشیدی استفاده می‌کنند تا انرژی مصرفی را جبران و سایه فراهم کنند . در چند سال آینده پس از 2016، تسلا قصد دارد که تولید انرژی اضافی خورشیدی را در سوپرشارژرها ایجاد کند. برای مدل‌های S و X که از ماه ژانویه 2017 سفارش داده شده اند، هزینه استفاده از سوپرشارژر در طول عمر خودرو با هزینه خرید ماشین یکی است. از ماه مه سال 2018، این شبکه منحصر به مدل S، مدل X و مدل 3 است. سخت افزار سوپر شارژر، استاندارد خودروهای مدل S است که با باتری 70 کیلو وات ساعت یا بیشتر و به صورت اختیاری (با یک بار پرداخت 2000 دلار آمریکا) بر روی خودروهای مدل S که مجهز به باتری 60 کیلو وات ساعت است، استفاده می‌شود.Roadster اصلی (یک مدل از خودروهای تسلا) برای شارژ از سوپر شارژرها مجهز نیست، اما همه خودروهای آینده تسلا شامل این توانایی خواهند بود. در ماه مه 2017، تسلا اعلام کرد که صاحبان زندهٔ تسلا می‌توانند به حداکثر پنج نفر از کسانی که از کد ارجاع خود استفاده می‌کنند، سوپر شارژر رایگان بدهند. و تمام صاحبان زندهٔ تسلا که مدل جدید S، X یا مدل کارآمد 3 را خریداری می‌کنند، سوپر شارژر رایگان را در آن اتومبیل‌ها دریافت می‌کنند.
در بازار اروپا، تسلا از استاندارد IEC 62196 نوع دو برای مدل S و مدل X و سوپرشارژرها استفاده کرده‌است. تسلا در ماه نوامبر سال 2018 اعلام کرد که تمام سوپرشارژرهای اتحادیه اروپا را برای افزودن اتصالات CCS / Combo2 به عنوان یک اتصال اضافی به اتصال DC موجود در نوع2 به روز کرد. در همان اعلامیه اعلام شده‌است که کانکتور CCS / Combo2، کانکتور مورد استفاده برای مدل 3 در سال اخیر خواهد بود. این سازگاری کاملی را با قانون شارژ استاندارد برای شارژ عمومی در اتحادیه اروپا به ارمغان می آورد. مدل‌های موجود S و X به عنوان یک آداپتور برای CCS / Combo2 ارائه می‌شود که به آن خودروها اجازه می‌دهد که از زیرساخت عمومی استاندارد اتحادیه اروپا نیز به خوبی استفاده کنند. یک ناسازگاری با خودروهای وارداتی تسلا در ایالات متحده باقی خواهد ماند (که همه از یک اتصال اختصاصی تسلا استفاده می‌کنند). از سال 2017، تسلا تنها سازنده خودرو است که شارژ مستقیم(DC) را براساس مشخصات IEC 62196-2 ارائه می‌دهد. سایر تولیدکنندگان از استاندارد شارژر ترکیبی(CCS) و (IEC 62196-3) استفاده می‌کنند.
تسلا چندین بار نشان داده است که آن‌ها علاقه‌مند به گفتگو با سایر تولید کنندگان خودرو در مورد به اشتراک گذاشتن شبکهٔ سوپرشارژر هستند، با این حال هیچ موافقتنامه ای تا به امروز کامل یا منتشر نشده‌است.

### جنجال
در سال 2016، اداره استاندارد تبلیغات (بریتانیا) تصریح کرد که دقیقاً مشخص است که سوپر شارژرهای تسلا بیشترین توان شارژر موجود در انگلیس را دارند و شکایت توسط شرکت Ecotricity را رد کرد. اگرچه سوپرشارژرها از لحاظ فنی توانایی 145 کیلو واتی دارند، اما خودروهای تسلا تا توان 120 کیلو وات محدود می‌شوند. استاندارد چینی GB / T دارای حداکثر 180 کیلو وات نظری است، اما هیچ خودرویی نمی‌تواند این نوع جریان را هنگامی که باتری را به صورت DC شارژ می‌کند، دریافت کند.

## شبکه سوپرشارژر
ایستگاه‌های سوپرشارژر تسلا به خودروهای تسلا اجازه می‌دهد تا ظرف یک ساعت در شبکه به سرعت شارژ شوند. در اکتبر 2014، 119 ایستگاه استاندارد سوپر شارژر تسلا در ایالات متحده، 76 تا در اروپا و 26 تا در آسیا وجود داشت. در 31 مارس سال 2016، الون ماسک، مدیر عامل شرکت تسلا اعلام کرد که تعداد ایستگاه‌های سوپرشارژر تا سال 2017 (از 613 ایستگاه با 3628 شارژر) دو برابر خواهد شد. از ماه نوامبر سال 2017، تسلا 7320 سوپرشارژر را در 1063 ایستگاه در سراسر جهان اداره می‌کند؛ که این شامل 443 ایستگاه در ایالات متحده، 31 تا در کانادا، 6 تا در مکزیک، 353 تا در اروپا و 230 تا در منطقه آسیا / اقیانوس آرام است.
تعداد ایستگاه‌های سوپر شارژر تا پایان سال 2014 به 280 تا افزایش یافته‌است. 584 تا پایان سال 2015 ؛ 623 عدد تا آوریل 2016 ؛ و در حدود 875 مورد تا پایان سال 2016 انتظار می‌رود. تا دسامبر 2017، 1،045 مکان سوپرشارژر در سراسر جهان وجود داشت. تا دسامبر 2014، دو ایستگاه از انرژی خورشیدی استفاده کردند. سوپرشارژر با کمک خورشیدی در سال 2017 در بلژیک افتتاح شد. 
میانگین تعداد تسلا در هر سوپر شارژر در سال 2016، 34 مورد بود. برآورد هزینه‌ها بسته به شرایط، از 100،000 دلار آمریکا در سال 2013 تا 270،000 دلار آمریکا در سال 2015 محاسبه می‌شود. تسلا تخمین می زند که ساخت ایستگاه‌ها 12 سال طول می‌کشد. بیشتر شارژ در خانه یا  محل کار اتفاق می افتد، وضعیتی که تسلا نسبت به شارژ تلفن همراه مقایسه کرده‌است. در سال 2014، کمتر از 10 درصد شارژ از سوپرشارژرها به دست آمد.
اکثر سوپرشارژرها متعلق به تسلا هستند، اما بعضی از آن‌ها متعلق به اپراتورهای ناوگان ها مانند تاکسیرانی، برای شارژ کردن خودروهای تسلایشان می‌باشد . این شارژرها به 60 کیلووات محدود می‌شوند. در دسامبر 2017، تسلا شرایط خدمات خود را تغییر داد، به طوری که هر وسیله نقلیه که به عنوان تاکسی یا برای مقاصد تجاری، سواری و یا دولتی مورد استفاده قرار می‌گرفت، به‌طور مؤثر استفاده از سوپرشارژرها برای آن ممنوع شد. این ممنوعیت فقط برای وسایل نقلیه خریداری شده پس از 15 دسامبر 2017 اعمال می‌شود. سایر گزینه‌های شارژ برای این وسایل نقلیه ارائه می‌شود.
سوپر شارژ برای تمامی خودروهای مدل S و مدل X که قبل از 15 ژانویه 2017 سفارش داده شد و یا برای وسایل نقلیه که با استفاده از کد مرجع خریداری شده بودند، رایگان است. خودروهای مدل S و مدل X که بعد از 15 ژانویه 2017 سفارش داده شدند، شارژ آن‌ها تا 400 کیلووات ساعت (حدود 1000 مایل یا 1600 کیلومتر) در سال به‌طور رایگان می‌باشد . فراتر از آن، سوپرشارژ هزینه ای خواهد داشت، اما هزینه آن پایین تر از پر کردن یک ماشین گاز است. از 16 دسامبر سال 2016، هر خودرویی که بعد از اتمام شارژ، هنوز به سوپرشارژر متصل باقی مانده باشد، 0.40 دلار در هر دقیقه جریمه می‌شود. در صورتی که اتصال خودرو در عرض پنج دقیقه قطع شود، این هزینه لغو می‌شود. هر گونه هزینه معافیت می‌تواند در مراجعه بعدی خدمات پرداخت شود.

### آمریکای شمالی

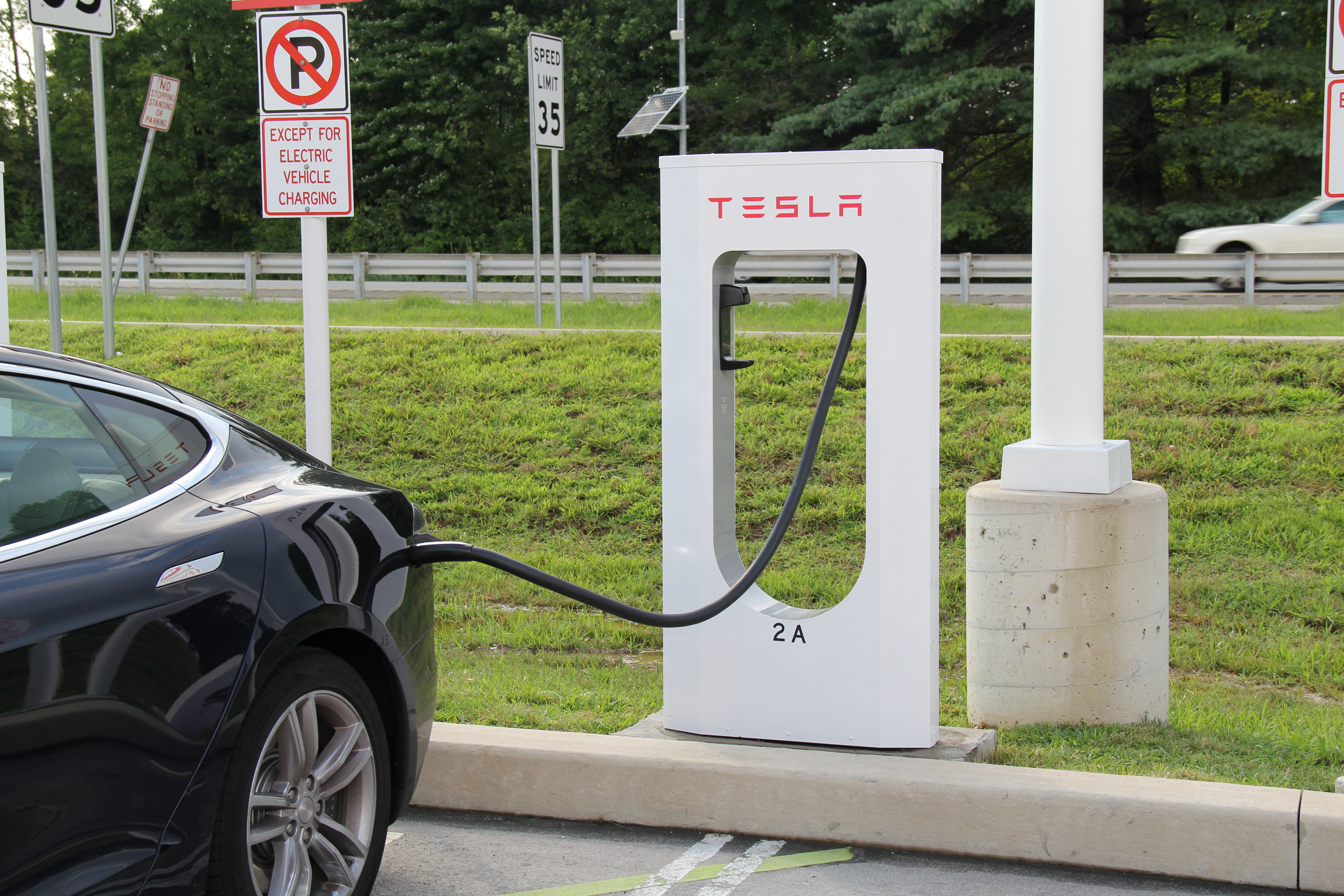
مدل اس تسلا در حال شارژ شدن در ایستگاه شبکه ی سوپرشارژر در نیویورک، دلاویر.

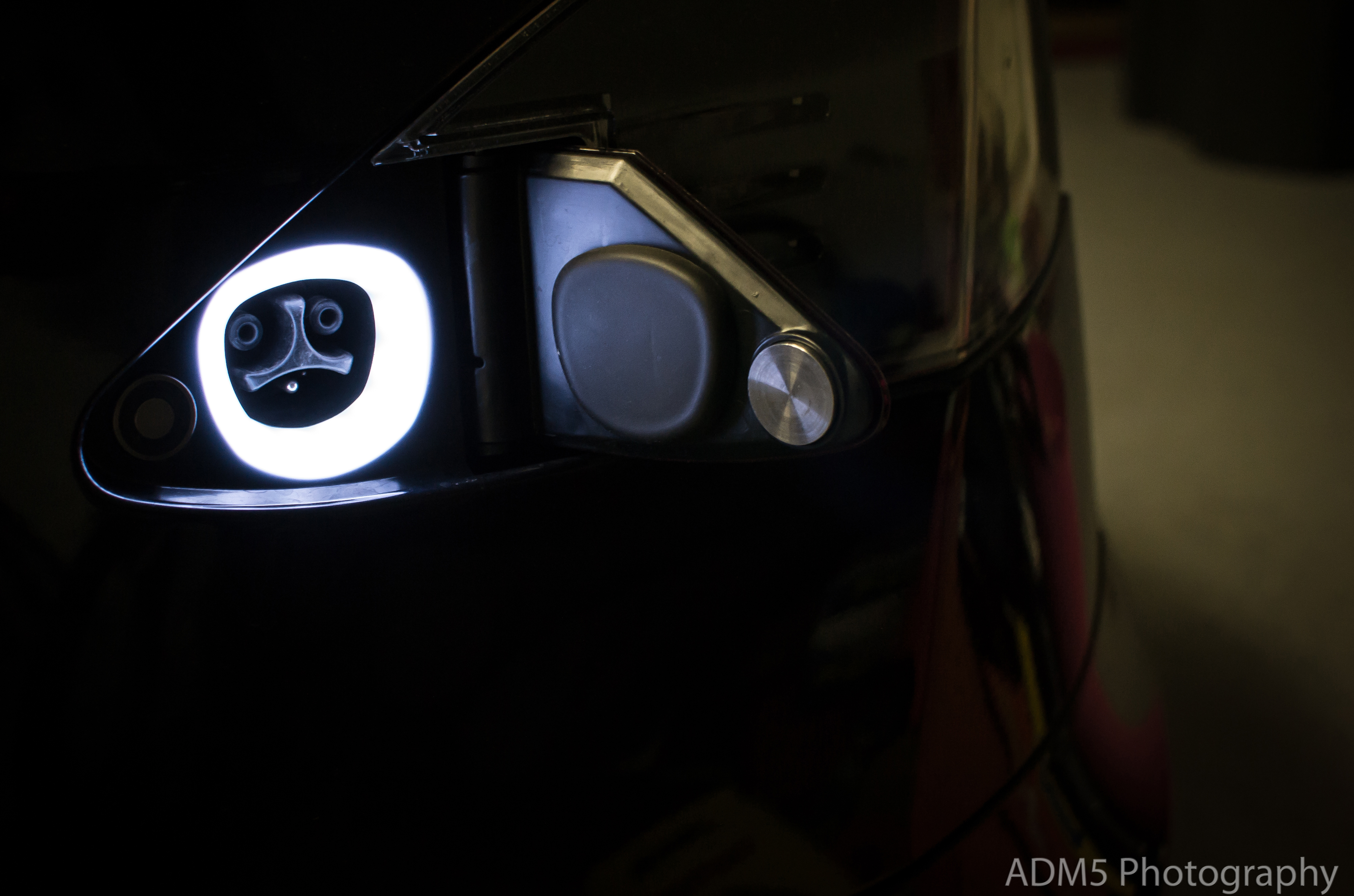
خروجی شارژ روشن بر روی یک مدل S

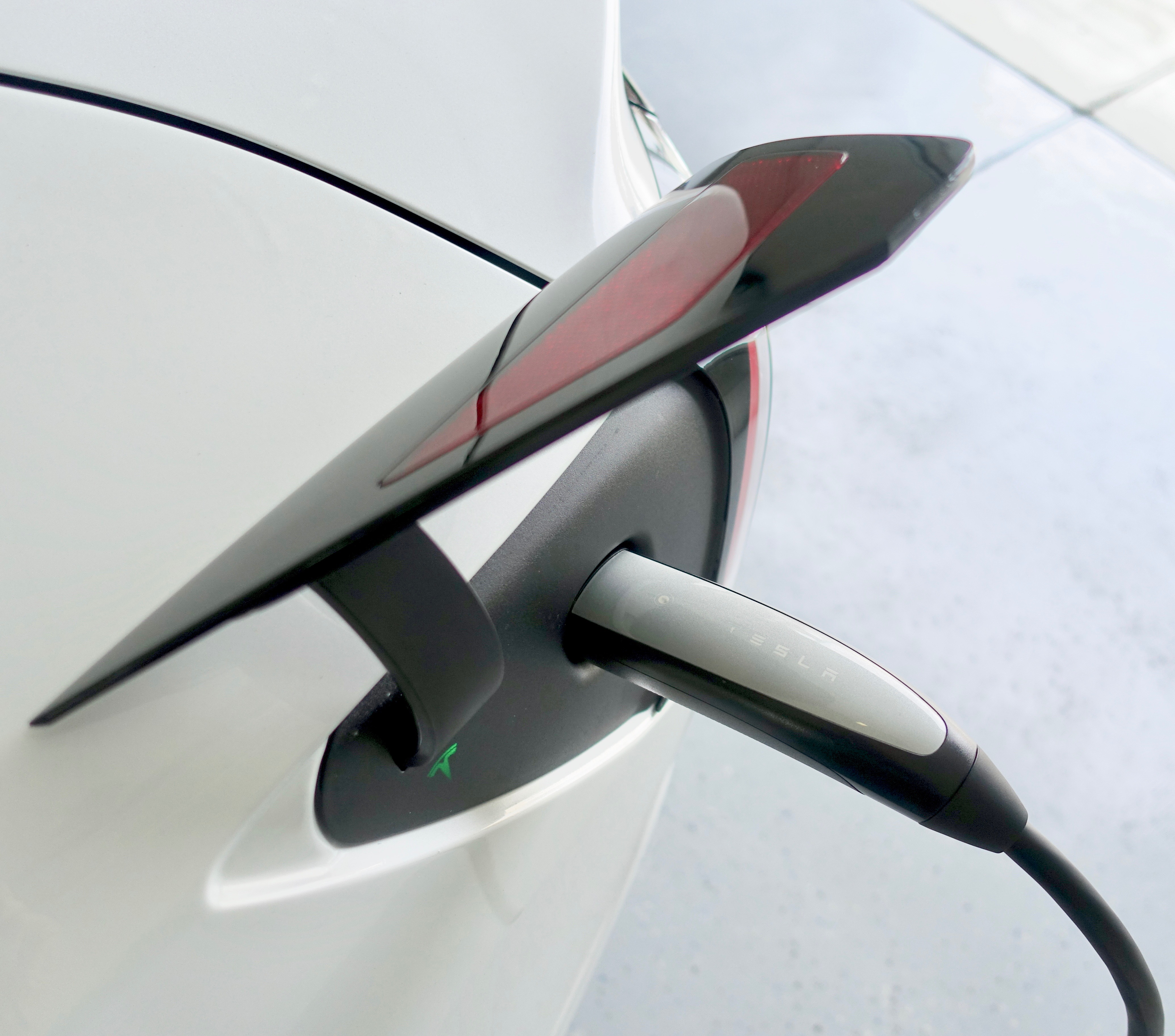
مدل 3 تسلا درحال استفاده از شارژر متحرک 2.0

در سال 2012، هشت ایستگاه اصلی سوپرشارژر در اطراف ایالات متحده، در نقاط استراتژیک بزرگراه‌های بوستون به واشنگتن و لس آنجلس به سانفرانسیسکو قرار گرفت. تا اواسط ژوئیه 2013، 15 ایستگاه در سراسر ایالات متحده باز شد، و انتظار میرود تا پایان تابستان تقریباً دو برابر شود. ایستگاه‌ها با همکاری Black & Veatch توسعه داده شد و به صورت جمعی ساخته شد. ایستگاه‌های سوپر شارژ در کانادا در امتداد بزرگراه 401 بین تورنتو و مونترال تا سال 2014 در دسترس بود.
شبکه اولیه در بزرگراه‌های پرترافیک در سراسر آمریکای شمالی ساخته شده‌است و در نیمه دوم سال 2013 شبکه‌های اروپایی و آسیا را نیز در بر می‌گیرد. اولین راهرو سوپرشارژر در ایالات متحده در ماه اکتبر 2012 با دسترسی آزاد باز شد. این راهرو شامل شش ایستگاه در کنار مسیرهای سان فرانسیسکو، دریاچه تاهو، لس آنجلس و لاس وگاس قرار گرفت. راهرو دوم در دسامبر 2012 در امتداد شمال شرقی مگالاپولیس، اتصال واشنگتن، بالتیمور، فیلادلفیا، نیویورک سیتی و بوستون؛ این شامل سه ایستگاه در مناطق استراحت بزرگراه، یکی در دلاویر و دو تا مجاور آن در کانکتیکات است. در برخی از ایستگاه‌ها، برق آن توسط یک کسب و کار محلی برای جذب مشتریان پرداخت می‌شود.
بخشی از برق مورد استفاده توسط سوپرشارژر در غرب ساحل کوریدر توسط سیستم خورشیدی تأمین می‌شود. در نهایت، تمام ایستگاه‌های سوپرشارژر باید از انرژی خورشیدی تأمین شوند. به گفته ماسک، "ما انتظار داریم تمام ایالات متحده تا پایان سال آینده [2013] پوشش یابد". او همچنین گفت که استفادهٔ صاحبان تسلا از شبکه برای همیشه رایگان خواهد بود.
در اوت 2017، داکوتای شمالی، آلاسکا و هاوایی، چند ایالات باقی مانده بدون سوپر شارژر هستند. ایستگاه‌های سوپر شارژ برنامه‌ریزی شده‌اند که در سال 2018 در داکوتای شمالی و هاوایی باز شوند. اما برنامه ای برای اضافه کردن یکی از آن‌ها در آلاسکا وجود ندارد.
در ماه سپتامبر سال 2017، تسلا در حال پیشروی از تولید انبوه مدل 3 تسلا، استراتژی جدیدی را برای نصب "سوپرشارژرهای شهری" در مراکز شهرهای بزرگ اتخاذ کرد. اولین ایستگاه‌های سوپرشارژر شهری، شامل یک شارژر 10 بخشی در شیکاگو و یک شارژر 8 بخشی در بوستون بود. آن‌ها نرخ شارژی تا 74 کیلو وات دارند. 

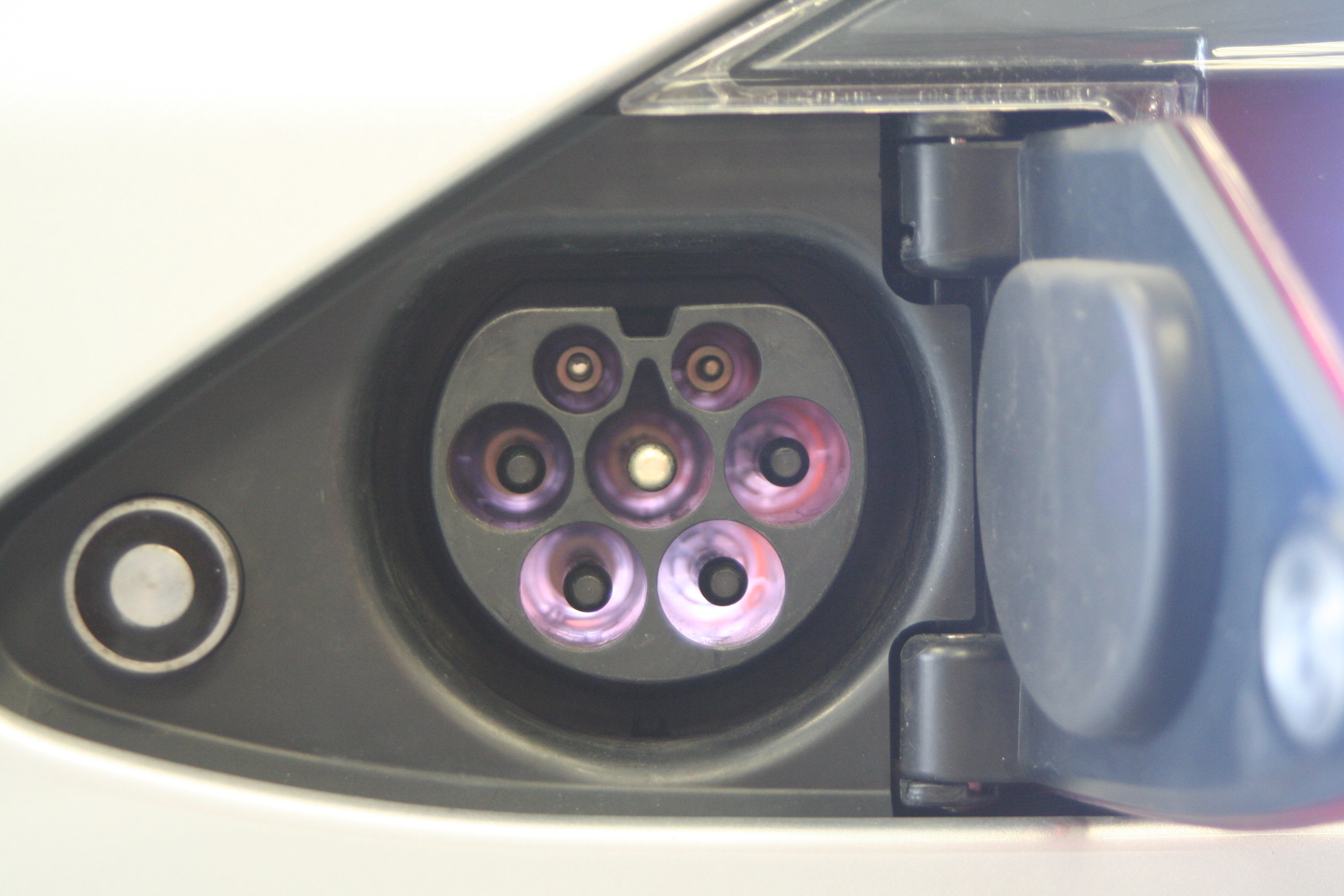
پیاده سازی ورودی سازگار نوع 2 با استفاده از شارژ AC سه فاز و سوپرشارژر DC در مدل S و مدل X اروپایی تسلا.

در اوایل سال 2015، اولین سوپرشارژر اروپایی با یک "سایه بان خورشیدی" (یک گاراژ با سلول‌های خورشیدی روی سقف) در کوگ، دانمارک، ارتقا یافته‌است. به گفته شخص مسئول سوپرشارژرهای تسلا در کشورهای اسکاندیناوی شمالی، کریستین مارکوس، سوپر شارژر 12 تایی در کوگ دارای 300متر مربع از سلول‌های خورشیدی با تولید سالیانه حدود 40 مگاوات است و با مخزن باتری خود برای ذخیره موقت تولید بیش از حد مجهز شده‌است. بر خلاف دیگر ایستگاه‌های سوپرشارژر اروپایی، تسلا زمین‌هایی از کوگ که سوپر شارژر در آن‌ها واقع شده‌است را خریداری کرده‌است. در تاریخ 26 آوریل 2016، کوستوموته به عنوان اولین شارژر افتتاح شده در لهستان شد. چند ایستگاه سوپرشارژر خصوصی دایر شده‌است که به عنوان مثال یکی در تاریخ 27 آوریل 2016 در زارچیه، روسیه، با 3 غرفه و همچنین یکی در اردن افتتاح شده‌است. 
تا سال 2016، شبکه سوپرشارژر اروپایی برنامه‌ریزی شده‌است تا بتواند مدل S را از دماغه شمالی در نروژ به استانبول یا لیسبون بفرستد. در اکتبر سال 2017، نزدیکترین سوپرشارژر به استانبول یکی در Vrgorac (کرواسی) است و نزدیکترین آن‌ها به لیسبون در Montemor-o-Novo و Fátima است. نقشه سایت‌های جاری و برنامه‌ریزی شده شامل همهٔ کشورهای اتحادیه اروپا به جز مالت و قبرس است و همه کشورهایی در جهان را که جزو ده رتبه برتر در نرخ پذیرش خودروهای الکتریکی هستند را بیان می‌کند.(به استثنای ایسلند در شماره 2).

### آسیا و اقیانوسیه
از ماه ژوئن سال 2015، هنگ کنگ با هشت ایستگاه و در مجموع 54 غرفهٔ سوپرشارژر دارای بالاترین تراکم سوپرشارژرهای تسلا در جهان است، و بیشتر صاحبان مدل S را قادر می‌سازد تا یک رانندگی بیست دقیقه ای در داخل سوپرشارژر داشته باشند. دیگر سوپرشارژرها همچنین در استرالیا، جمهوری خلق چین، ژاپن، ماکائو، نیوزیلند، کره جنوبی و تایوان یافت می‌شوند. 
تسلا همچنین قصد دارد که یک شبکه سراسری سوپرشارژرها را در هند گسترش دهد.

### ایستگاه های بزرگ Supercharger
بزرگترین ایستگاه‌های سوپرشارژر با تعداد غرفه‌های سوپرشارژر
| غرفه ها | کشور   | مکان                  | امکانات                               | وضعیت        | افتتاح شد      |
| ------- | ------ | --------------------- | ------------------------------------- | ------------ | -------------- |
| 50      | چین    | شانگهای               |                                       | قابل استفاده |                |
| 40      | آمریکا | کتلمن سیتی، کالیفرنیا | سالن استراحت 24 ساعته تسلا برای مشتری | قابل استفاده | 14 نوامبر 2017 |
| 30      | نروژ   | ایدسوول               |                                       | قابل استفاده |                |
| 20      | فرانسه | ماکن                  | وای فای رایگان                        | قابل استفاده | 20 ژوئن 2018   |

## پیشنهاد مبادله باتری
ایستگاه تسلا، دومین نسخه برنامه‌ریزی شده از سوپرشارژر بود که صاحبان تسلا را قادر به تعویض سریع باتری همانند قابلیت دوباره شارژشدن سریع برای خودروهای مدل s و مدل x می ساخت. برنامه‌های این شرکت تغییر کرده‌است و تعویض باتری دیگر بخش مهمی از طرح‌های زیرساختی شارژ تسلا نیست. 
در دسامبر 2014، 18 ماه پس از اعلام همگانی، هنوز هیچ ایستگاه مبادله باتری برای عموم باز نشده بود. در همین ماه، شرکت یک تجدیدنظر برای برنامه‌هایی که خیلی تأخیر داشتند اعلام کرد. یک ایستگاه مبادله باتری تنها، به عنوان یک پروژه آزمایشی در کالیفرنیا افتتاح خواهد شد، که فقط صاحبان دعوت شدهٔ مدل S می‌توانند با وقت تعیین شده، مبادلات باتری را انجام دهند تا جنبه‌های فنی و اقتصادی این سرویس را ارزیابی کنند.تقاضا برای قیمت خدمات، که انتظار میرفت سه دقیقه (به جای زمان 90 ثانیه ای که در سال 2013 نشان داده شد)طول بکشد، برای تعیین اینکه شرکت می‌خواهد ایستگاه‌های مبادلات باتری را بیشتر تجاری سازی کند مورد استفاده قرارمی گیرد. برنامهٔ اصلی در اعلامیه شرکت در ژوئن 2013 به صراحت بیان داشت که این شرکت در نهایت تمام ایستگاه‌های سوپرشارژر تسلای موجود را به منظور تبدیل به ایستگاه‌های تسلا ارتقا می‌دهد که ویژگی مبادلهٔ باتری برای مدل s را علاوه بر قابلیت شارژ سریع که در ابتدا ارائه داده بود، پیشنهاد می‌دهد. در ژوئن 2015، شرکت نشان داد که قابلیت مبادله باتری دیگر بخش ناچیزی از برنامه‌های تسلا برای جایگزینی انرژی در جاده برای ماشین‌هایش نبود. 

### تاریخ
در ماه ژوئن 2013، تسلا اعلام کرد در نظر دارد که یک ایستگاه مبادله باتری در هر یک از ایستگاه‌های سوپر شارژ موجود، که اکنون به ایستگاه‌های تسلا تغییر نام داده است، قراردهد. در یک رویداد در استودیوی طراحی تسلا در لس آنجلس، مدیر عامل شرکت ایلون ماسک یک عملیات مبادله باتری را با مدل s تسلا برای دو اتومبیل که در نسخهٔ نمایشی قرار داشتند، نشان داد که بیش از 90 ثانیه به طول انجامید. در طول این رویداد عملیات تبادل باتری به هدف مقایسه، کمتر از نصف زمان لازم برای پرکردن یک خودرو بنزینی زمان برد. مدل s تسلا از ابتدا برای پشتیبانی از مبادله سریع باتری طراحی شده بود، که تسلا از اوایل ماه مارچ 2009 به‌طور عمومی دربارهٔ این قابلیت صحبت کرده بود. 
تا دسامبر 2014، هیچ ایستگاه مبادله باتری برای عموم باز نشده بود. در 19 دسامبر، تسلا برنامه‌های تجدید نظر را اعلام کرد. در حال حاضر آن‌ها تنها یک ایستگاه مبادله باتری ساختند و یک "برنامه تعویض باتری" را در ایستگاه انتخاب شده در Harris Ranch، کالیفرنیا ایجاد کردند تا "تقاضای مورد نظر را ارزیابی کنند". فقط صاحبان مدل S دعوت شده می‌توانند در مبادلات باتری‌های آزمایشی شرکت کنند. این شرکت اظهار داشت که آن‌ها می‌توانند "تقاضای نسبی از مشتریان را ارزیابی کنند ... برای بررسی اینکه آیا منابع مهندسی و سرمایه گذاری لازم، برای ارتقاء ایستگاه های اضافی نسل اول سوپرشارژر است یا خیر. 
در ماه ژوئن سال 2015، تسلا اعلام کرد که از 200 دعوت نامه فرستاده شده برای آزمایش ایستگاه تعویض باتری، تنها تقریباً پنج کاربر آن را امتحان کرده اند.تسلا سپس تمام صاحبان مدل S در کالیفرنیا را دعوت کرد که آن را امتحان کنند، اما انتظار میرفت که میزان استفاده کم باشد.یک نظرسنجی نشان داد که اکثر کاربران علاقه‌مند نبودند.

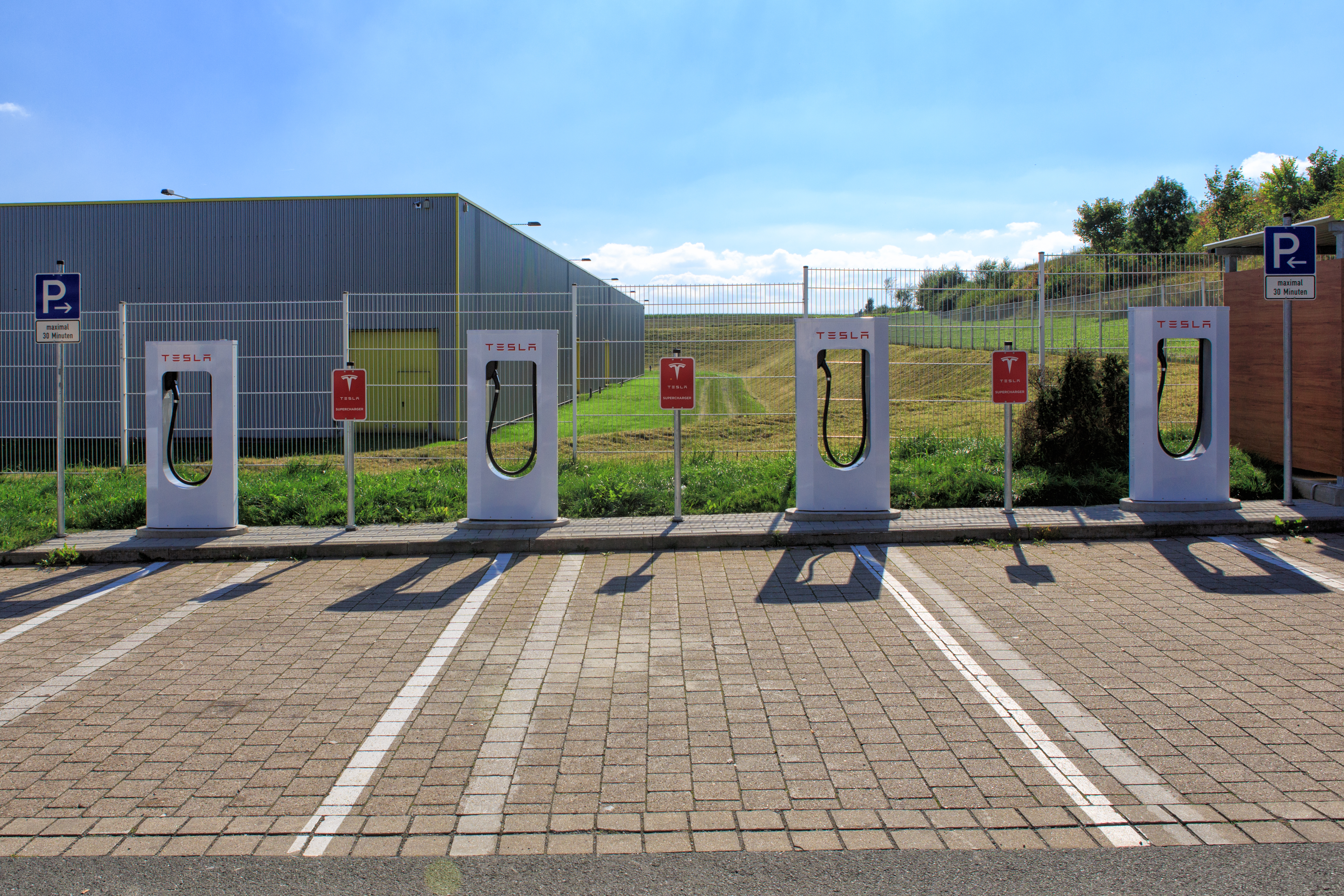
ایستگاه های سوپر شارژر تسلا همچنین در مناطق استراحت بزرگراه در دسترس هستند. اینها در منطقه استراحت در Bundesautobahn 9 در آلمان در خروجی Münchberg / Nord Autohof قرار دارند.

اولین ایستگاه تسلا با قابلیت تعویض باتری در اواخر سال 2013 در کالیفرنیا برای حالت اولیه برنامه ریزی شده بود، اما این مورد متعاقباً به تعویق افتاد. ایلان ماسک در یک رویداد در فوریه 2014 گفت که چند ایستگاه مبادله باتری در چند ماه آینده در طول مسیر بین لس آنجلس و سانفرانسیسکو باز خواهد شد. و ایستگاه های اولیه، قبل از تصمیم گیری برای ساختن، بیشتر مورد بررسی قرار خواهد گرفت. در اواسط سال 2013 برای هر ایستگاه مبادله هزینه 500،000 دلار آمریکا پرداختند و تقریباً 50 باتری بدون نیاز به رزرو در دسترس بود. 
الون ماسک گفته بود که سرویس تعویض باتری در قیمتی حدود حدود 15 گالن (57 لیتر ، 12 imp gal) بنزین با نرخ محلی فعلی آمریکا، حدود 60 تا 80 دلار در ماه ژوئن 2013عرضه خواهد شد. این امکان وجود دارد که مشتریان بسته های باتری تمام شارژ خود را بدون هزینه ی اضافه ای برگردانند.در هنگام تبادل این باتری، تسلا یا با پرداخت ما به التفاوت، باتری را به مشتری برمی گرداند یا اینکه ب عنوان هزینه ی حمل و نقل یک باتری فابریک دیگر دریافت می کند؛ صورتحساب از طریق کارت اعتباری مشتری در فایل با تسلا مدیریت می شود. تا ژوئن 2013 هیچ قیمتی تعیین نشده است. 

### مسائل نظارتی
کارکنان هیئت مدیره منابع هوایی کالیفرنیا، اصلاح قانون تنظیم ناخالصی (ZEV) را برای حذف تعویض باتری به عنوان یک فناوری سریع سوخت گیری، مطرح کردند؛ با این تغییر، تسلا میتواند برخی از اتهامات ZEV را مبنی براینکه سازنده ممکن است به طریق دیگر وقتی که ایستگاه تبادل باتری در کالیفرنیا برای خدمات واقع شد تبادل باتری را انجام دهد، را انکار کند. پس از دریافت انتقاد از چندین تولید کننده خودرو، این پیشنهاد رد شد.

## مگا شارژر تسلا
تسلا در ماه نوامبر سال 2017 یک ظرفیتی بالاتر "مگا شارژر" را همراه با پرده برداری از نمونه اولیه کامیون نیمه تریلر معرفی کرد. کامیون‌ها از طریق شبکه مگا شارژر برای شارژ خود استفاده می‌کنند. ایستگاه‌های شبکه مگاشارژر خورشیدی، می‌توانند کامیونت‌ها را در 30 دقیقه برای 400 مایل (645 کیلومتر) از 500 مایل (805 کیلومتر) ظرفیت باتری که دارند، شارژ کنند. برای انجام این کار، احتمالا یک سطح خروجی بیش از یک مگاوات دارند.